# Morentin
Morentin település Spanyolországban, Navarra autonóm közösségben. Morentin Aberin, Oteiza és Dicastillo községekkel határos. Lakosainak száma 107 fő (2024).

## Népesség
A település népessége az elmúlt években az alábbi módon változott:
| Lakosok száma | 149  | 164  | 156  | 138  | 133  | 135  | 126  | 129  | 114  | 107  |
|               | 2001 | 2004 | 2007 | 2009 | 2012 | 2014 | 2017 | 2019 | 2022 | 2024 |